# Knarvik
Knarvik ist ein Ort im westnorwegischen Fylke Vestland. Er ist das administrative Zentrum der Gemeinde Alver und zugleich das Regionszentrum von Nordhordland. Das Tettsted Knarvik hat 6690 Einwohner (Stand: 1. Januar 2024).
Knarvik liegt im äußersten Südwesten der Halbinsel Lindås am Zusammentreffen der Fjorde Osterfjord, Sørfjord, Salhusfjord und Kvernafjord. Auf der gegenüberliegenden Seite befinden sich Hordvik und Tellevik auf der Bergenhalbinsel.

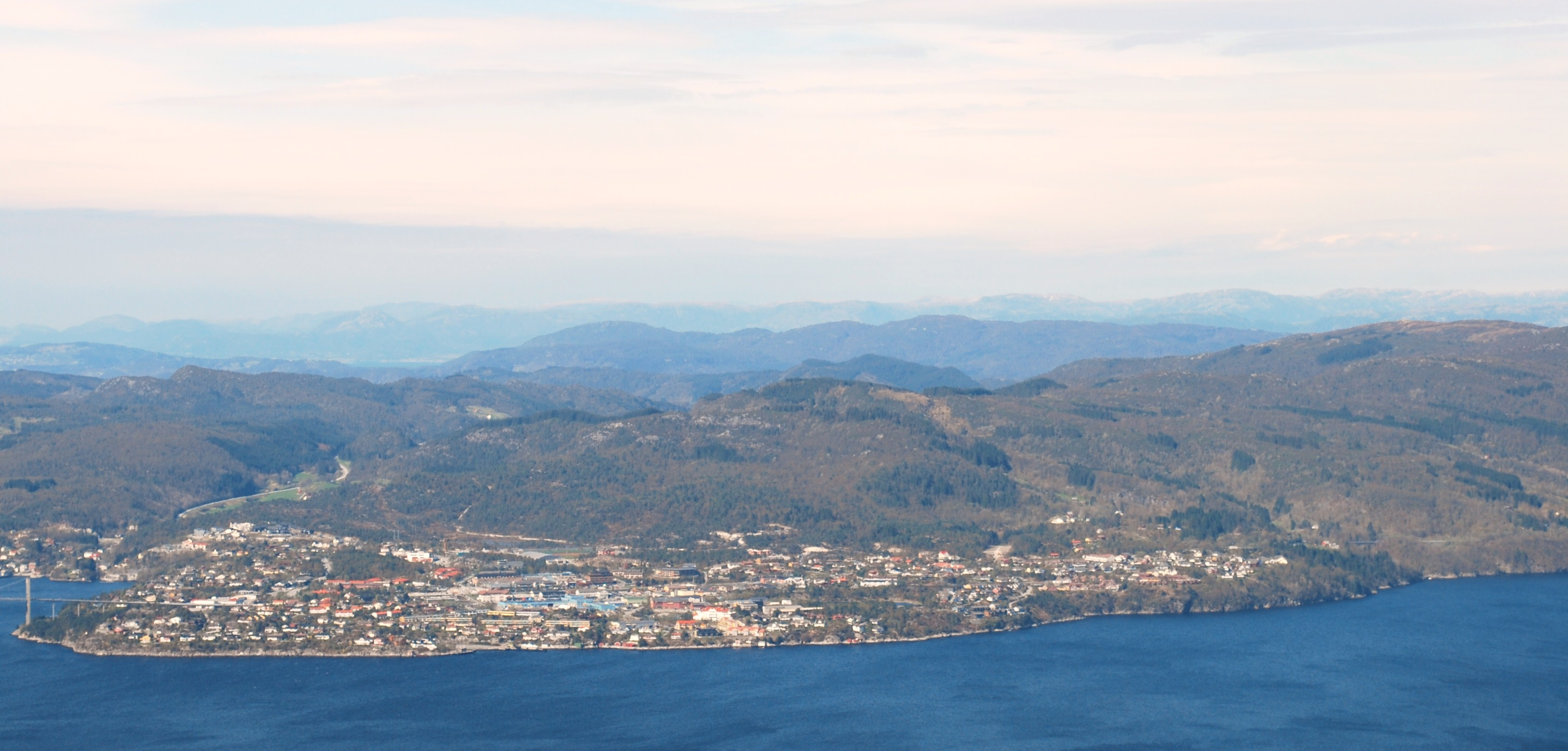
Knarvik im April 2009

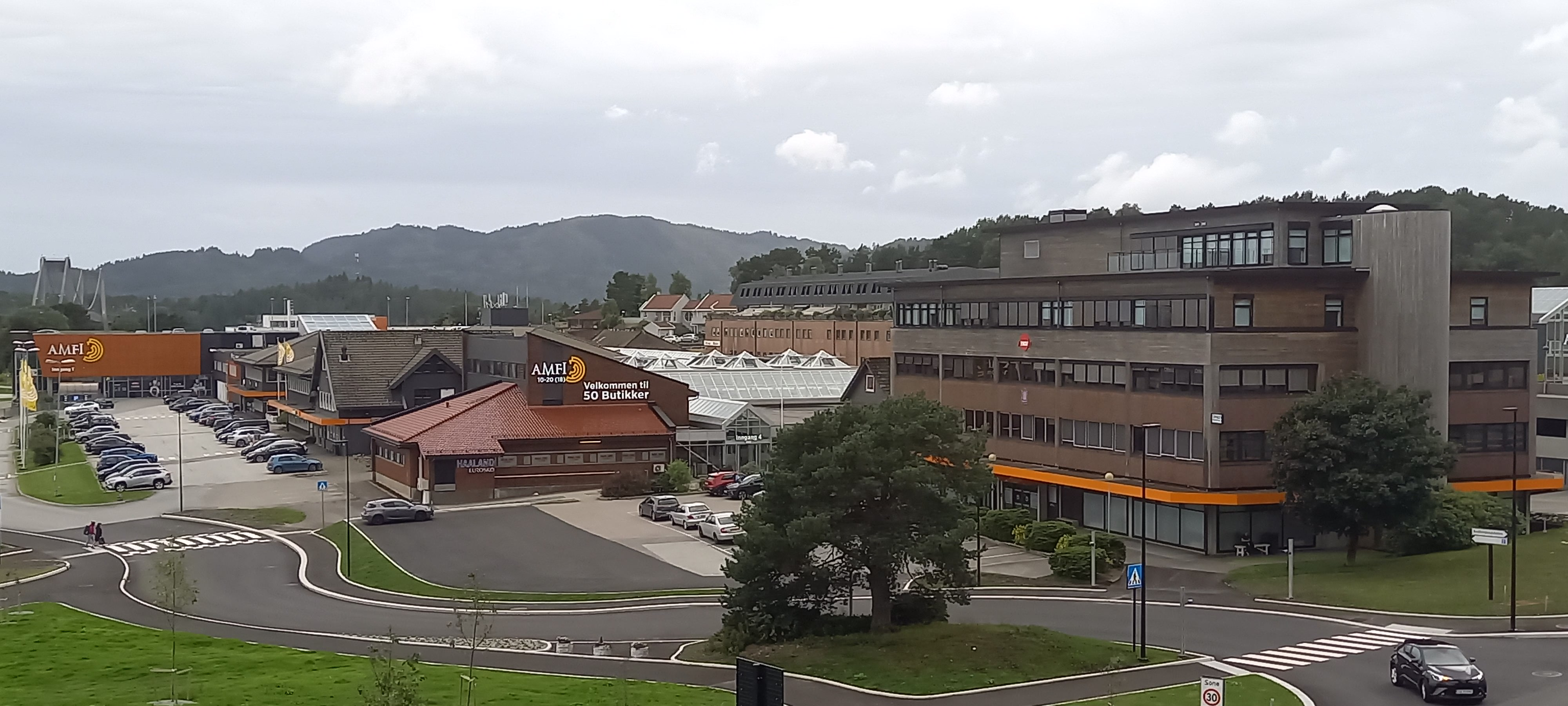
Einkaufszentrum Amfi Knarvik

Knarvik hat eine Oberschule mit annähernd 1000 Schülern. Zudem gibt es mit dem Knarvik senter ein großes Einkaufszentrum, in dem die Lokalzeitung Nordhordland ihren Sitz hat.
Durch den Ort verläuft die Europastraße 39, die über die Hagelsundbrua und die Nordhordlandsbrua nach Bergen führt.